# Louis Joseph d'Albert d'Ailly
Louis Joseph d'Albert d'Ailly (1741 – 1793) , duque de  Chaulnes, filho de  Michel Ferdinand d'Albert d'Ailly (1714-1769),  foi um físico, químico e aristocrata francês.